# Hatton, Washington
Hatton är en ort i Adams County i delstaten Washington, USA.